# Pringy (Seine-et-Marne)
Pringy is een gemeente in het Franse departement Seine-et-Marne (regio Île-de-France) en telt 2316 inwoners (1999). De plaats maakt deel uit van het arrondissement Melun.

## Geografie
De oppervlakte van Pringy bedraagt 4,1 km², de bevolkingsdichtheid is 564,9 inwoners per km².
De onderstaande kaart toont de ligging van Pringy (Seine-et-Marne) met de belangrijkste infrastructuur en aangrenzende gemeenten.

## Demografie
Onderstaande figuur toont het verloop van het inwonertal (bron: INSEE-tellingen).